# Tanner Leissner
Paul Tanner Leissner (San Antonio, 17 settembre 1995) è un cestista statunitense.

## Palmarès
- Campionato lituano: 1

Rytas: 2021-22